# The Warrior (film)
The Warrior è un film del 2001 diretto da Asif Kapadia, all'esordio nella regia cinematografica.
Presentato in anteprima al Festival internazionale del cinema di San Sebastián, ha ottenuto svariati riconoscimenti nel Regno Unito, tra i quali il Premio Alexander Korda per il miglior film britannico, il Sutherland Trophy del British Film Institute e il Premio Douglas Hickox per il miglior regista esordiente ai British Independent Film Awards.
Scelto dalla British Academy of Film and Television Arts per rappresentare il Regno Unito ai Premi Oscar nella categoria per il miglior film straniero, è stato rifiutato dalla Academy of Motion Picture Arts and Sciences in quanto, pur diretto da un regista britannico e prodotto da case di produzione britanniche, è recitato in lingua hindi.

## Trama
Nel Rajasthan, in un remoto passato, Lafcadia è l'efficiente e spietato tirapiedi di un signore locale, di cui segue gli ordini senza esitazioni, anche quando si tratta di uccidere persone innocenti, donne e bambini compresi. Durante l'ennesima razzia in un povero villaggio che non ha potuto pagare quanto preteso, si imbatte in una ragazzina e, prima che possa liberarsene senza neppure pensarci, viene pervaso da una visione che lo trasporta in un magnifico paesaggio montano innevato. Una volta tornato in sé, scopre sotto i propri piedi della neve e, sconvolto da quell'esperienza ultraterrena, risparmia la vita della ragazzina e abbandona il saccheggio.
Il guerriero decide di deporre per sempre la spada e lasciarsi alle spalle una vita dedita alla violenza, per ricercare una redenzione spirituale. Ma il suo signore non è disposto a tollerare un gesto che considera un'offesa personale e gli sguinzaglia contro tutti i suoi uomini. Lafcadia assiste impotente all'uccisione del proprio figlio e, poiché la sua scelta di vita gli impedisce di scatenarsi nella vendetta, sceglie la via della fuga, mentre i compagni di un tempo gli danno la caccia, spinti dalla necessità di salvare la propria testa dalla furia del signore.
Il suo viaggio, durante il quale incontra e prende con sé un giovane ladro, lo porta fino ai piedi delle vette himalayane dove è costretto ad un'ultima uccisione, quella dell'ex amico che è riuscito a seguirlo fin lì, prima di potersi infine ritirare in pace.

## Riconoscimenti
- Premi BAFTA 2003: Premio Alexander Korda per il miglior film britannico, Premio Carl Foreman per il miglior esordiente (Asif Kapadia)
- British Independent Film Awards 2001: Premio Douglas Hickox (Asif Kapadia), miglior contributo tecnico